# Nicolas De Corsi

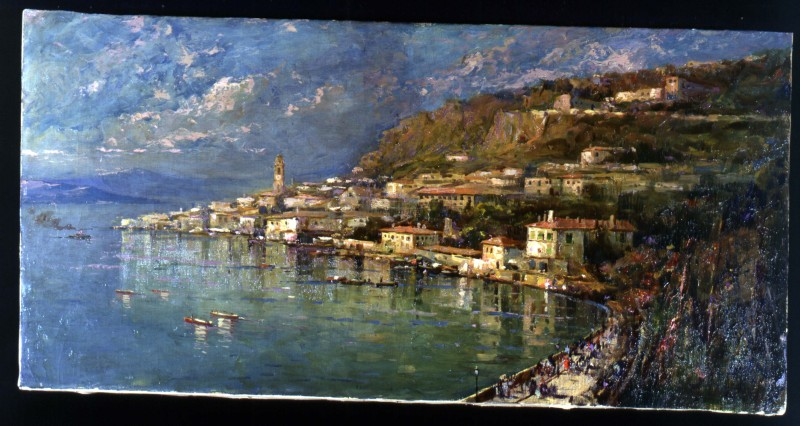
Costa napoletana, 1910-1915 (Fondazione Cariplo)

Nicolas De Corsi (Odessa, 1882 – Torre del Greco, 1956) è stato un pittore italiano.

## Biografia
Figlio del console italiano presso la città ucraina di Odessa e di Emma Suppinich, nacque nel 1882. Un anno dopo la sua nascita, morì il padre e due anni dopo la madre si risposò con il nobile spagnolo Gutierrez, anch'egli console in Russia.
L'anno successivo l'intera famiglia si recò a Madrid, luogo dove avvenne la formazione del giovane pittore.
Nel 1896 in seguito al decesso del patrigno, si recò in Italia, in particolar modo a Roma, dove frequentò prima la libera Accademia di S. Lucia (dalla quale venne in seguito allontanato) e poi la scuola serale del Circolo Artistico, ed a Napoli.
Nel 1900 il pittore si recò in villeggiatura a Torre del Greco (evento che si rivelò molto importante nella vita del pittore). Partecipò in seguito a numerose esposizioni (Mostra Nazionale di Belle Arti a Milano; Salone d'Autunno a Parigi; IX Mostra Internazionale di Venezia; Quadriennale di Roma).
Nel 1930 venne a mancare la madre e nel 1934 il pittore si trasferì definitivamente a Torre del Greco.
Dalla cittadina vesuviana si allontanò solo nel 1940 perché sfollato a Vico Equense, per farvi ritorno nel 1945. Morì nel 1956 all'età di settantaquattro anni, in casa del suo allievo Antonio Madonna.

## Opere nei musei
- Collezioni d'arte della Fondazione Cariplo di Milano con l'opera Costa napoletana (1910 - 1915).
- Collezione d'arte della SBAPPSAE di Salerno con le opere in deposito Veduta di villa Guariglia a Posillipo (1918), paesaggio marino.